# Мирко Рондович
Мирко Рондович (на сръбски: Мирко Рондовић) е народен певец от Черна гора.

## Биография
Роден е в семейството на Тодор и Перка Рондович в село Ведре, Община Плевля през 1945 г.
Първият му запис за Радио Белград е от 1968 г., става негов постоянен солист от 1970 г.

## Семейство
Женен е и има 5 деца – дъщеря Нина и 4 сина (Ненад, Предраг, Александър и Огнен).